# Oratorio di San Biagio in Rossate
L'oratorio di San Biagio in Rossate è un antico edificio religioso rurale, posto in località Cascina Rossate nel territorio comunale di Comazzo.

Ecclesiasticamente l'oratorio dipende dalla parrocchia di Lavagna.

## Storia
La costruzione è influenzata dalla scuola bramantesca; fra i progettisti va rimarcato Bartolomeo Suardi. Grazie ad alcuni documenti si può datare la costruzione dell'oratorio bramantesco di S.Biagio ad anni precedenti al 1532, e riferirla al mecenatismo di Bartolomeo Calco, nobile milanese. Tra i figli di costui sarà Gerolamo Calco ad incaricare i suoi eredi di ultimare la costruzione.
Non è dato di sapere con certezza la data di inizio dei lavori, collocata tra la fine del XV e gli inizi del XVI secolo. 

Tra il 1583 e il 1589 viene realizzato l'apparato decorativo delle due cappelle con gli altari. Si tratta di dipinti murali leggeri che con il passare degli anni vengono ricoperti da altre decorazioni o strati di scialbo.

## Descrizione
Il piccolo oratorio è articolato su uno schema cruciforme costruito su una base quadrata di 10 m per lato, a sua volta ricondotta all'ottagono con il tiburio che presenta questa forma, con nicchie sulle diagonali internamente aperte entro le murature di sostegno. Attorno a questo ottagono inscritto nel quadrato sono state realizzate tre absidiole, quella opposta all'altare adibita ad ospitare l'altare principale per la celebrazione liturgica (essa costituisce il vano presbiteriale), innalzate su planimetria pentagonale.
L'altare si trova nel punto più lontano dall'ingresso, è l'estremo del diametro della circonferenza di base. La cappella centrale è affiancata dal blocco del campanile a sinistra e dalla sacrestia a destra, entrambi quadrangolari. Esternamente l'intera fabbrica appare rivestita da un paramento a mattoni a vista. Gli angoli sono contraffortati da robusti piloni dalla forma di paraste aperte a libro con scanalatura centrale e prive di capitello. La facciata è l'elemento che cattura maggiormente l'interesse: all'interno di ogni riquadratura è ripetuto, come motivo geometrico di facciata, lo schematico disegno assimilabile ad un'astratta rappresentazione di arco trionfale , delimitato da una doppia cornice continua. Tra la coppia di cornici sono stati realizzati dei rosoni con funzione statica e decorativa. Questo disegno ricorda molto quello proposto dall'architetto Bramante per la progettazione della basilica di San Pietro.

### Testi di approfondimento
- Giovanni Battista Sannazzaro, La chiesa di San Biagio a Rossate: nota di studio per un edificio sconosciuto bramantesco, in Arte Lombarda, n. 49, 1978,  pp. 9-12, ISSN 0004-3443 (WC · ACNP).
- Maria Luisa Gengaro, A proposito della «Nota di Studio» relativa alla chiesa di San Biagio di Rossate, in Arte Lombarda, n. 51, 1979,  pp. 26-27, ISSN 0004-3443 (WC · ACNP).
- Giovanni Battista Sannazzaro, La chiesa di San Biagio a Rossate e la palazzina di Gardino: contributi per un'indagine, in Arte Lombarda, n. 65, 1983,  pp. 79-82, ISSN 0004-3443 (WC · ACNP).
- Angelo Merzario (a cura di), Rossate bramantesca e il suo crocifisso, Lodi, Sollicitudo, 2001, ISBN non esistente, SBN PAV0107630.
- Giovanni Battista Sannazzaro, La chiesa di San Biagio a Rossate, Milano, Skira, c. 2003, ISBN non esistente, SBN MIL0630588.
- Franco Pallanza (a cura di), San Biagio in Rossate. La luce che illumina la chiesa, Milano, Morellini, 2018, ISBN 978-88-6298-585-7.